# Montherlant
Montherlant is een plaats en voormalige gemeente in het Franse departement Oise in de regio Hauts-de-France en telt 114 inwoners (1999). De plaats maakt deel uit van het arrondissement Beauvais.

## Geschiedenis
Op 1 januari 2015 werd de gemeente opgeheven en opgenomen in aangrenzende gemeente Saint-Crépin-Ibouvillers.

## Geografie
De oppervlakte van Montherlant bedraagt 5,2 km², de bevolkingsdichtheid is 21,9 inwoners per km².
De onderstaande kaart toont de ligging van Montherlant met de belangrijkste infrastructuur en aangrenzende gemeenten.

## Demografie
Onderstaande figuur toont het verloop van het inwonertal.